# 王妃ヘンリエッタ・マリアと小人ジェフリー・ハドソン卿の肖像
『王妃ヘンリエッタ・マリアと小人ジェフリー・ハドソン卿の肖像』（おうひヘンリエッタ・マリアとこびとジェフリー・ハドソンきょうのしょうぞう、蘭: Dubbelportret van koningin Henrietta Maria, met haar dwerg, Sir Jeffrey Hudson, 英: Double portrait of Queen Henrietta Maria ,with Her Dwarf, Sir Jeffrey Hudson）は、バロック期のフランドル出身のイギリスの画家アンソニー・ヴァン・ダイクが1633年に制作した絵画である。油彩。イングランド国王チャールズ1世の王妃ヘンリエッタ・マリアと彼女のお気に入りの小人であったジェフリー・ハドソン（en:Jeffery Hudson）を描いている。現在はワシントンD.C.のナショナル・ギャラリー・オブ・アートに所蔵されている。

## 人物
ヘンリエッタ・マリアは1609年にフランス国王アンリ4世とフィレンツェのメディチ家出身の王妃マリー・ド・メディシスの第6子として誕生した。彼女の名前は両親にちなんで名づけられている。1625年にイングランド国王チャールズ1世と結婚したが、1642年にイングランド内戦が勃発すると、祖国であるフランスへの亡命を余儀なくされ、1660年に息子のチャールズ2世がイングランド国王に即位するとイングランドに帰国したが、1665年に再びパリに戻り、4年後に死去、サン＝ドニ大聖堂に埋葬された。

## 作品

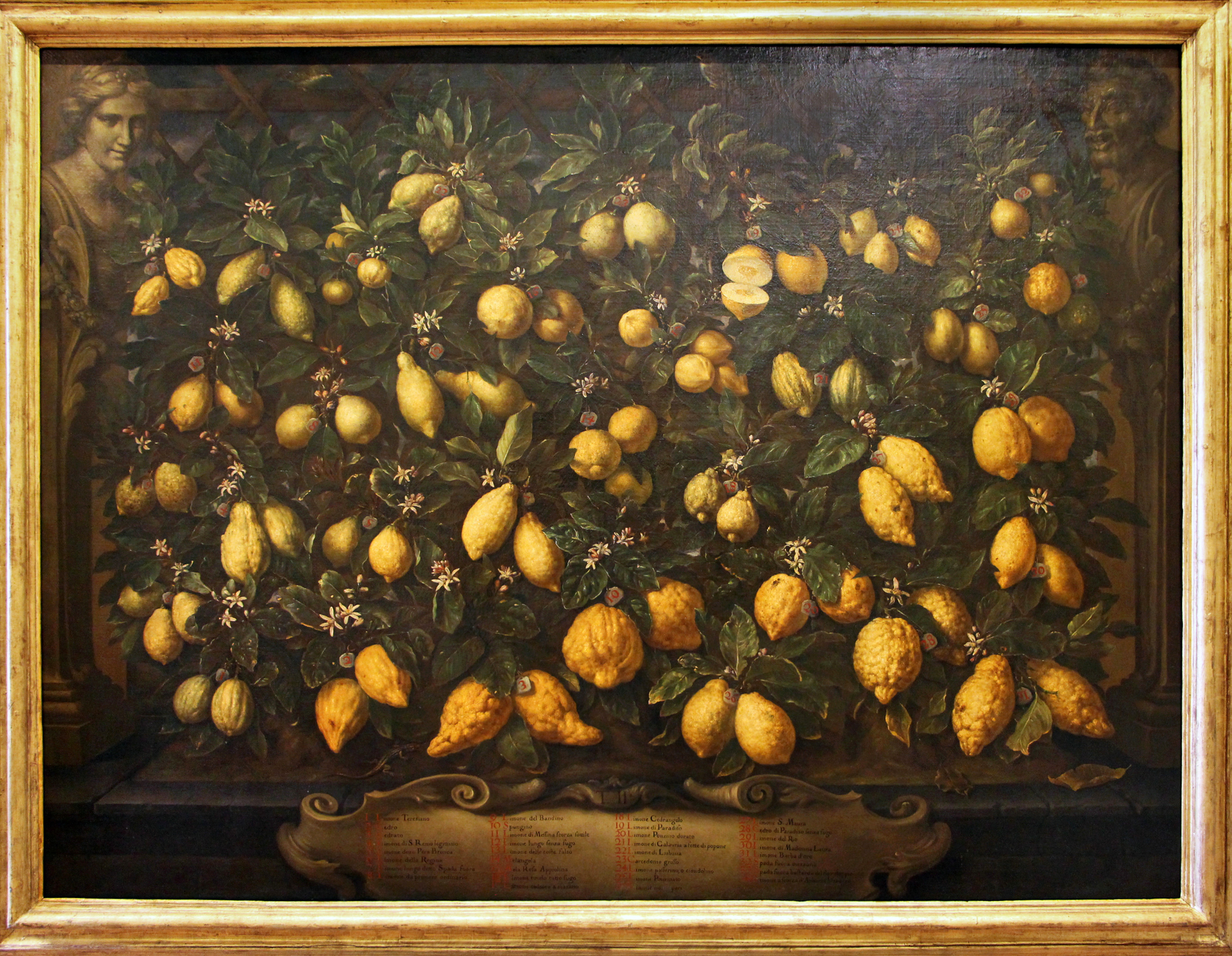
バルトロメオ・ビンビの『メディチ家の柑橘類のコレクション』。メディチ家が栽培した柑橘類を描いた静物画の1つ。静物画美術館所蔵。

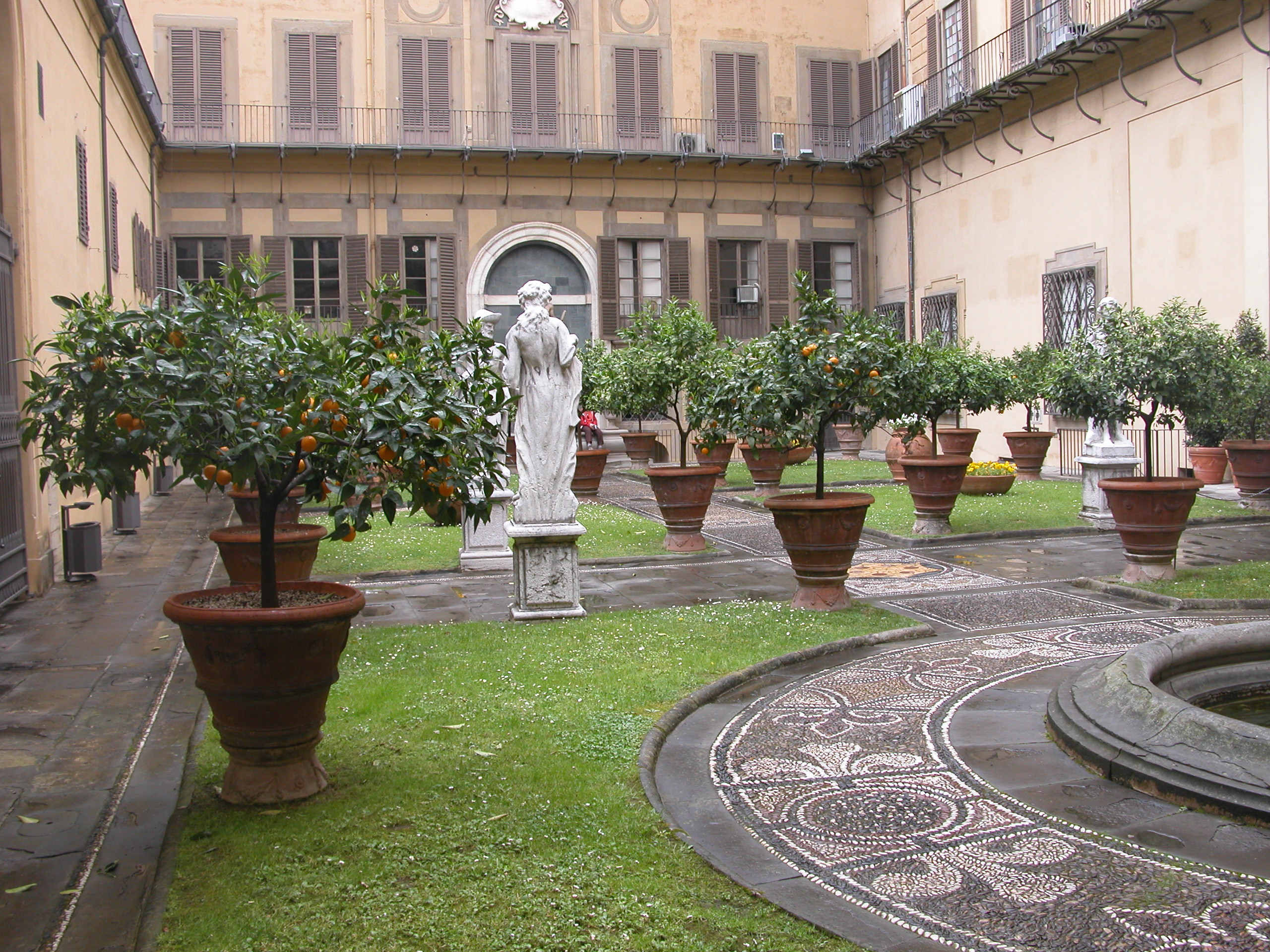
メディチ・リッカルディ宮殿で現在も鉢植えされている柑橘類。

ヴァン・ダイクは、鮮やかな青色のサテンの乗馬服を着て、狩りに出かけようとしている王妃ヘンリエッタ・マリアを描いている。ヘンリエッタは画面中央に四分の三正面のポーズで立ち、サルを肩に乗せたお気に入りの小人ジェフリー・ハドソンを連れている。
ヘンリエッタは真っ直ぐな鼻と柔らかいアーチ型の眉を持ち、微笑みながら茶色の瞳で鑑賞者を見つめている。耳は茶色の巻き毛で覆われているが、真珠のイヤリングが輝きを放ち、その横を長い愛嬌毛が垂れている。ヘンリエッタの乗馬服は金色で縁取られている。白いレースの襟は首と胸元を覆いながら肩まで伸び、肘のところにある袖口は白いフリルが幾重にも重ねられている。胸元と胴の2箇所でピンクのリボンを結び、白い羽根飾りが垂れ下がった黒色のつばの広い帽子を頭に着用している。ヘンリエッタの左手はスカートに触れ、右手はジェフリー少年の肩に乗っているサルに触れている。当時14歳のジェフリー少年はわずかに笑みを浮かべながらヘンリエッタを見上げ、王妃に向かって左腕を上げて、繋がれたサルを近づけている。ジェフリー少年は長袖の赤いスーツを着ており、金髪は肩のレースの広い襟まで伸びている。白い手袋は前腕を覆っており、ブーツの上端は折られている。
2人はカーブした広い茶色の石段の上に立っている。王妃の背後には古典的な石柱が立ち、金色のブロケードのカーテンが画面右端の建築物の柱廊式玄関を覆い、宝石をちりばめた王冠が置かれている。反対側の柱廊式玄関の上には小さなオレンジの木の鉢植えが置かれている。
制作経緯ははっきりしないが、その壮大さから、チャールズ1世が政治的な目的で宮廷の寵臣に贈るために依頼したと考えられている。

### 理想化されたヘンリエッタ
ヘンリエッタは小柄で、丸い頭と繊細な顔立ちをしていたと伝えられているが、ヴァン・ダイクが描いた女性像は背が高く、尖った顎と長い鼻を持つ楕円形の顔だちをしており、肖像画の中で彼女を大いに理想化している。ヘンリエッタをさらに際立たせるため、1620年代初頭にジェノヴァで制作した『侯爵夫人エレナ・グリマルディ・カッタネオの肖像』（Portret van Marchesa Elena Grimaldi）の構図のアイデアを再利用した。彼はヘンリエッタを柱廊式玄関の前に立たせ、すでに誇張された身長を古典的な石柱によってさらに強調し、金色のブロケードと王冠によって王族であることを強調している。

### オレンジの木の鉢植え
ヘンリエッタの背後にあるオレンジの木の鉢植えはメディチ家に対する敬意を表している。メディチ家は多様な柑橘類のコレクションを形成し、それらを栽培していたことでも有名であり、実際に17世紀から18世紀の画家バルトロメオ・ビンビは当時メディチ家の庭園で栽培されていた116種類の柑橘類の静物画を描いている。メディチ家の紋章は5つの球体を含んでいるが、これは彼らが所有した柑橘類のオレンジを表しているとも考えられている。オレンジの木は純粋さ、純潔、寛大さの象徴であり、ヘンリエッタの守護聖人である聖母マリアとも関連づけられていた。

### ジェフリー・ハドソン
小人のジェフリー・ハドソンとサルはヘンリエッタ・マリアの娯楽への関心を象徴している。ジェフリー・ハドソンは1619年にイングランド中央部のラトランドのオーカムに生まれた。彼の家族はみな普通の体格であったが、7歳になっても身長が46センチしかなく「自然の驚異」としてバッキンガム公爵夫人に献上された。その後バッキンガム公爵夫妻はロンドンでチャールズ1世とヘンリエッタをもてなした際に、ジェフリーをヘンリエッタに贈った。それ以降ジェフリーは女王に仕え、内戦によりヘンリエッタがフランスに亡命した際は、これに同行した。しかしフランスで決闘事件を起こし、王宮を去ったのちに海賊に捕らわれて奴隷となり、25年後のチャールズ2世の時代になってようやく解放された。ジェフリーはイングランドに戻ったが、再びヘンリエッタに仕えることなく世を去った。

## 来歴
肖像画は長年にわたって初代ブラッドフォード伯爵フランシス・ニューポートの子孫によって相続されたことが知られている。その息子の初代トリントン男爵トマス・ニューポート、その3番目の妻であるトリントン男爵夫人アン、さらにその義妹である第2代ブラッドフォード伯爵リチャード・ニューポートの妻メアリー、彼女の娘で、第6代マウントラス伯爵アルジャーノン・クートと結婚したダイアナ・ニューポート（Lady Diana Newport）に相続された。
その後、初代ドーチェスター伯爵と結婚したミルトン女男爵キャロライン・サックヴィル（Caroline Sackville, Baroness Milton）の手に渡ると、その息子の第2代ドーチェスター伯爵ジョージ・デイマー、その妹キャロライン・デイマー（Caroline Damer）、従弟の第2代ポーターリントン伯爵ジョン・ドーソン、甥の第3代ポーターリントン伯爵ヘンリー・ドーソン＝デイマーに相続された。
その後、1881年に肖像画を入手したのは初代ノースブルック伯爵トーマス・ベアリングであった。肖像画は息子の第2代ノースブルック伯爵フランシス・ベアリングに相続されたが、1927年3月に美術商デュビーン・ブラザーズ（Duveen Brothers, Inc.）に売却、翌年5月に新聞王と呼ばれた実業家ウィリアム・ランドルフ・ハーストに売却された。ハーストが死去した翌1952年にノードラー商会に委託されると、同年9月にニューヨークのサミュエル・H・クレス財団（Samuel H. Kress Foundation）に売却され、ナショナル・ギャラリー・オブ・アートに寄贈された。

## ギャラリー
アンソニー・ヴァン・ダイクによる女王ヘンリエッタ・マリアの肖像画

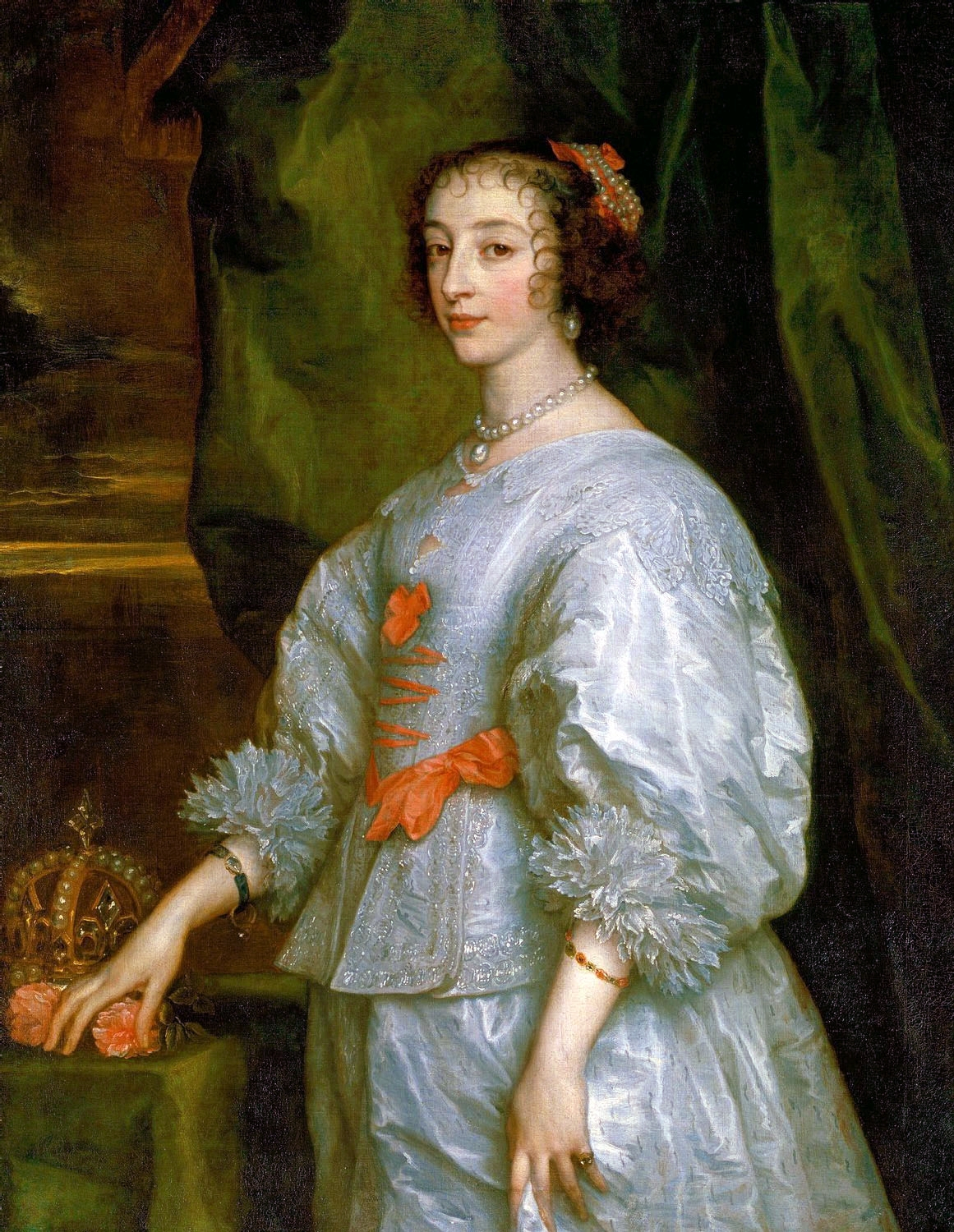
『ヘンリエッタ・マリアの肖像』1632年 ロイヤル・コレクション所蔵
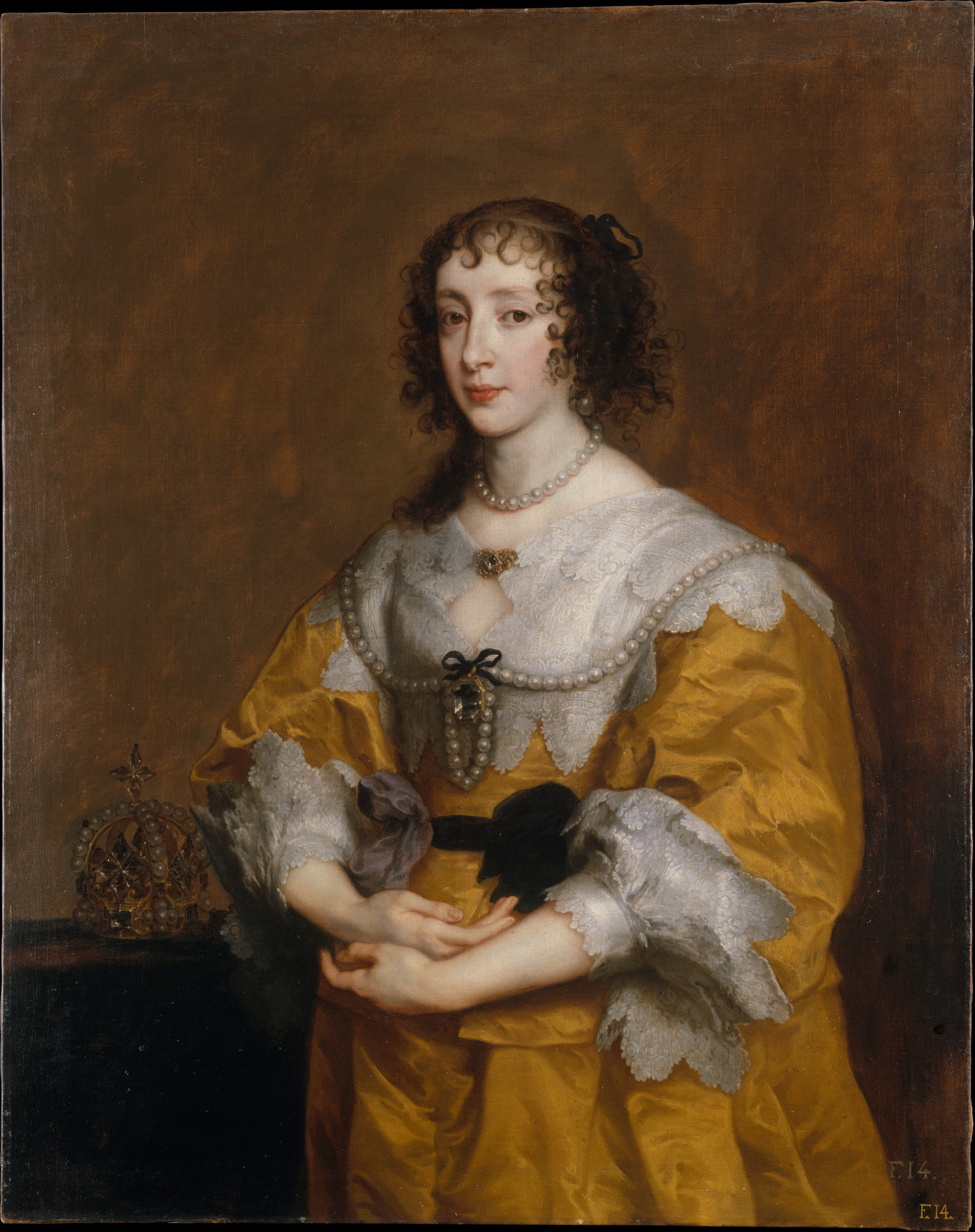
『ヘンリエッタ・マリアの肖像』1636年 メトロポリタン美術館所蔵
『ヘンリエッタ・マリアの肖像』1636年-1638年ごろ サンディエゴ美術館（英語版）所蔵